# Pierantonio Tremolada

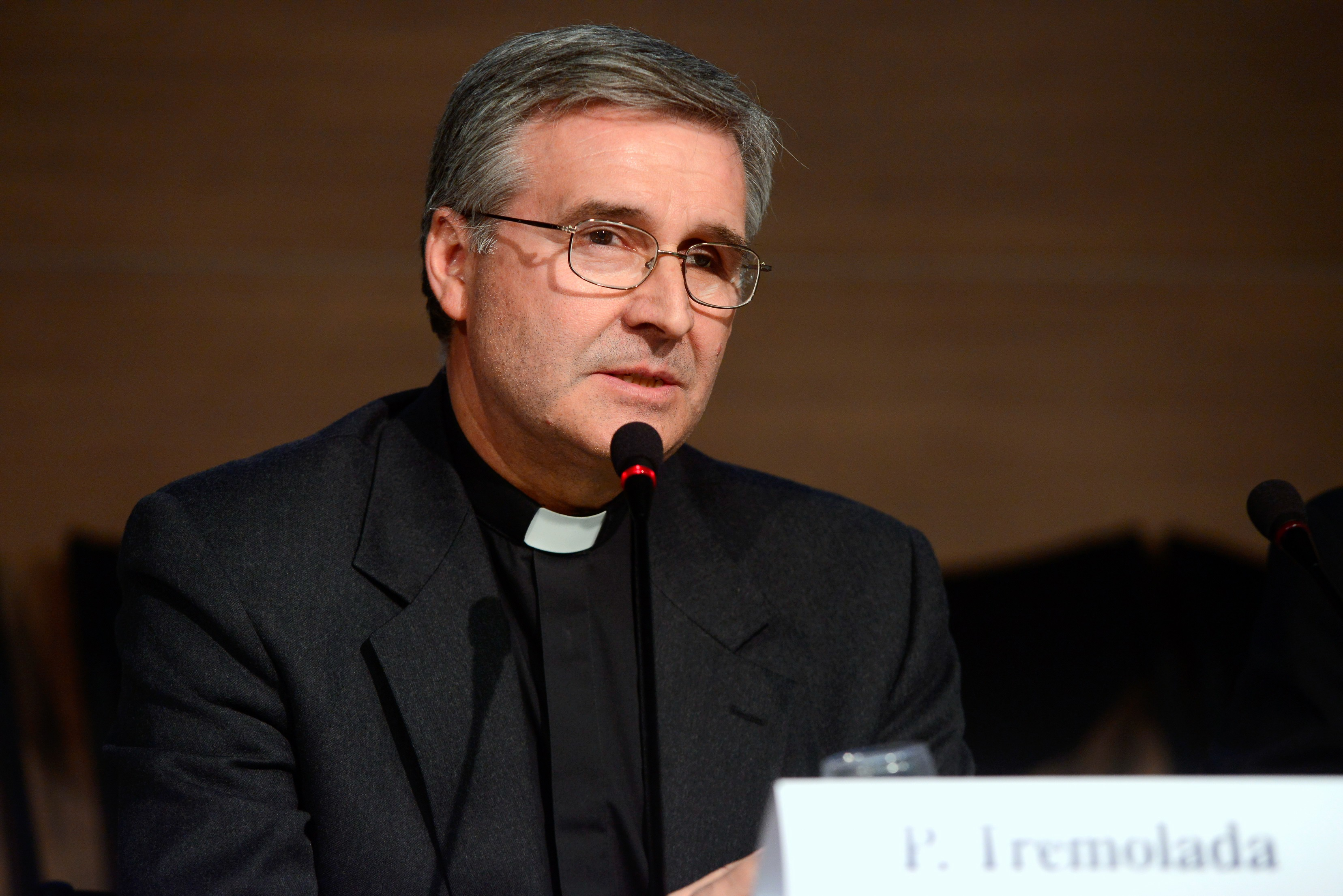
Pierantonio Tremolada im März 2014

Wappen von Pierantonio Tremolada als Bischof von Brescia

Pierantonio Tremolada (* 4. Oktober 1956 in Lissone, Provinz Monza und Brianza) ist ein italienischer Geistlicher und römisch-katholischer Bischof von Brescia.

## Leben
Pierantonio Tremolada empfing am 13. Juni 1981 das Sakrament der Priesterweihe. Anschließend setzte er seine Studien am Päpstlichen Bibelinstitut in Rom fort. Von 1987 bis 2014 war er Dozent am Priesterseminar in Venegono Inferiore und ab 1997 zusätzlich für die Ausbildung der Ständigen Diakone verantwortlich. Seit 2012 war er Bischofsvikar für die Evangelisation und Sakramentenordnung. Am 10. August 2012 wurde er zum Päpstlichen Ehrenprälaten ernannt.
Am 24. Mai 2014 ernannte ihn Papst Franziskus zum Titularbischof von Maxita und zum Weihbischof in Mailand. Der Erzbischof von Mailand, Angelo Kardinal Scola, spendete ihm und den Weihbischöfen Paolo Martinelli OFMCap und Franco Agnesi am 28. Juni desselben Jahres die Bischofsweihe. Mitkonsekratoren waren der emeritierte Erzbischof von Mailand, Dionigi Kardinal Tettamanzi, und Weihbischof Mario Delpini.
Am 12. Juli 2017 ernannte ihn Papst Franziskus zum Bischof von Brescia.
Die Amtseinführung fand am 8. Oktober desselben Jahres statt.